# Bosque de Kakamega
Bosque de Kakamega se encuentra en la Provincia Occidental de Kenia, al noroeste de la capital, Nairobi, y cerca de la frontera con Uganda. Se dice que es el último vestigio en Kenia de la antigua selva guineo-congoleña que, una vez atravesó el continente.
Incluyendo las reservas, el bosque encierra unos 230 kilómetros cuadrados, un poco menos de la mitad de los cuales en la actualidad se mantienen como bosque autóctono. Hay numerosos claros de hierba. Los grandes mamíferos son escasos. Parte del bosque también contiene ecosistemas únicos del altiplano, pero en general la fauna y la flora de la Selva no han sido ampliamente estudiados por la ciencia.